# Municipalité (Islande)
Les municipalités de l'Islande (en islandais : sveitarfélög, sveitarfélag au singulier) sont les divisions administratives locales qui fournissent un certain nombre de services à leurs habitants tels que les crèches, écoles élémentaires, gestion des déchets, services sociaux, logement, transports publics, aides aux personnes âgées ou handicapées, etc. Elles gèrent aussi l'utilisation des terres et peuvent aussi s'occuper d'autres domaines si leur budget le leur permet. L'autonomie des municipalités sur leurs domaines de compétences est garantie par la constitution islandaise.

## Histoire
L'origine des municipalités remonte à la période de l'État libre islandais, au Xe siècle, lorsque les communautés rurales étaient organisées en hreppur dans le but principal d'apporter une aide aux individus les plus pauvres de la société. Lorsque l'urbanisation a commencé en Islande aux XVIIIe et XIXe siècle, plusieurs communes indépendantes (kaupstaðir) ont été créées. Le rôle des municipalités a été davantage structuré au cours du XXe siècle et, à la fin du siècle, il n'y avait plus de distinction officielle entre les municipalités urbaines et les municipalités rurales.
Ces dernières années, la tendance a été de transférer davantage de fonctions et de pouvoirs de l'État vers les municipalités. Cela a entraîné une augmentation de la taille des municipalités. Le gouvernement encourage les municipalités à fusionner, mais il a adopté une approche différente de celle des gouvernements des autres pays nordiques, qui procèdent régulièrement à des fusions forcées (comme la réforme communale de 2007 au Danemark). Au lieu de cela, le processus est volontaire. Les municipalités négocient entre elles les fusions possibles, et toute fusion doit d'abord être approuvée par les électeurs de la municipalité concernée lors d'un référendum. Toutefois, les municipalités dont la population est inférieure à 50 habitants peuvent être contraintes de fusionner.
Le nombre de municipalités a atteint son maximum au milieu du XXe siècle. Il y en avait 229 en 1950. De 1986 à 1998, leur nombre est passé de 222 à 124. De 2000 à 2024, leur nombre est passé de 124 à 62 aujourd'hui.

## Gouvernement
Les municipalités sont gouvernées par des conseils municipaux élus au suffrage direct tous les quatre ans. Les dernières élections municipales ont eu lieu le 14 mai 2022. La taille de ces conseils varie de cinq membres dans les plus petites municipalités à quinze dans la plus grande. La plupart des municipalités, à l'exception des très petites, embauchent un directeur exécutif qui peut être ou non membre du conseil municipal. Ces directeurs sont généralement appelés maires (bæjarstjóri ou borgarstjóri) dans les municipalités essentiellement urbaines, mais « directeurs municipaux » (sveitarstjóri) dans les municipalités rurales ou mixtes. Il est courant que ces directeurs exécutifs soient recrutés professionnellement et politiquement indépendants.

## Liste des municipalités
| Nom                           | Nom Officiel                  | Région            | Population (2021) | Superficie (km²) | Code UAL | Maire (Partie politique)         |
| ----------------------------- | ----------------------------- | ----------------- | ----------------- | ---------------- | -------- | -------------------------------- |
| Reykjavik                     | Reykjavíkurborg               | Höfuðborgarsvæðið | 129 886           | 274,19           | 0000     | Einar Þorsteinsson (P)           |
| Kópavogur                     | Kópavogsbær                   | Höfuðborgarsvæðið | 37 366            | 79,99            | 1000     | Ármann Kristinn Ólafsson (D)     |
| Seltjarnarnes                 | Seltjarnarnes                 | Höfuðborgarsvæðið | 4 567             | 2,11             | 1100     | Ásgerður Halldórsdóttir (D)      |
| Garðabær                      | Garðabær                      | Höfuðborgarsvæðið | 17 224            | 75,46            | 1300     | Gunnar Einarsson (D)             |
| Hafnarfjörður                 | Hafnarfjarðarkaupstaður       | Höfuðborgarsvæðið | 29 000            | 144,07           | 1400     | Haraldur L. Haraldsson (Ind.)    |
| Mosfellsbær                   | Mosfellsbær                   | Höfuðborgarsvæðið | 13 340            | 186,16           | 1604     | Haraldur Sverrisson (D)          |
| Kjósarhreppur                 | Kjósarhreppur                 | Höfuðborgarsvæðið | 274               | 284,08           | 1606     | Guðný Guðrún Ívarsdóttir (Ind.)  |
| Reykjanesbær                  | Reykjanesbær                  | Suðurnes          | 18 847            | 144,48           | 2000     | Kjartan Már Kjartansson (Ind.)   |
| Grindavíkurbær                | Grindavíkurbær                | Suðurnes          | 3 445             | 423,46           | 2300     | Róbert Ragnarsson (Ind.)         |
| Suðurnesjabær                 | Suðurnesjabær                 | Suðurnes          | 3 533             | 82,46            | 2505     | Magnús Stefánsson (Ind.)         |
| Vogar                         | Sveitarfélagið Vogar          | Suðurnes          | 1 288             | 164,4            | 2506     | Ásgeir Eiríksson (Ind.)          |
| Akranes                       | Akraneskaupstaður             | Vesturland        | 7 496             | 8,57             | 3000     | Regína Ásvaldsdóttir (Ind.)      |
| Skorradalshreppur             | Skorradalshreppur             | Vesturland        | 77                | 215,8            | 3506     | Árni Hjörleifsson (Ind.)         |
| Hvalfjarðarsveit              | Hvalfjarðarsveit              | Vesturland        | 637               | 481,06           | 3511     | Björgvin Helgason (Ind.)         |
| Borgarbyggð                   | Borgarbyggð                   | Vesturland        | 3 636             | 4 926,85         | 3609     | Björn Bjarki Þorsteinsson (D)    |
| Grundarfjarðarbær             | Grundarfjarðarbær             | Vesturland        | 842               | 149,08           | 3709     | Eyþór Garðarsson (Ind.)          |
| Eyja- og Miklaholtshreppur    | Eyja- og Miklaholtshreppur    | Vesturland        | 110               | 383,51           | 3713     | Eggert Kjartansson (Ind.)        |
| Snæfellsbær                   | Snæfellsbær                   | Vesturland        | 1 622             | 682,04           | 3714     | Kristinn Jónasson (Ind.)         |
| Stykkishólmur                 | Stykkishólmur                 | Vesturland        | 1 233             | 253,47           | 3716     | Sturla Böðvarsson (D)            |
| Dalabyggð                     | Dalabyggð                     | Vesturland        | 633               | 2 426,88         | 3811     | Jóhannes Haukur Hauksson (Ind.)  |
| Bolungarvík                   | Bolungarvíkurkaupstaður       | Vestfirðir        | 929               | 108,08           | 4100     | Elías Jónatansson (Ind.)         |
| Ísafjarðarbær                 | Ísafjarðarbær                 | Vestfirðir        | 3 674             | 2 380,55         | 4200     | Arna Lára Jónsdóttir (Ind.)      |
| Reykhólahreppur               | Reykhólahreppur               | Vestfirðir        | 245               | 1 096,23         | 4502     | Karl Kristjánsson (Ind.)         |
| Vesturbyggð                   | Vesturbyggð                   | Vestfirðir        | 1 280             | 1 511,43         | 4607     | Rebekka Hilmarsdóttir (D)        |
| Súðavík                       | Súðavíkurhreppur              | Vestfirðir        | 189               | 730,35           | 4803     | Pétur G. Markan (Ind.)           |
| Árnes                         | Árneshreppur                  | Vestfirðir        | 37                | 705,41           | 4901     | Eva Sigurbjörnsdóttir (Ind.)     |
| Kaldrananeshreppur            | Kaldrananeshreppur            | Vestfirðir        | 109               | 458,4            | 4902     | Finnur Ólafsson (Ind.)           |
| Strandabyggð                  | Strandabyggð                  | Vestfirðir        | 416               | 1 833,88         | 4911     | Jón Gísli Jónsson (Ind.)         |
| Húnaþing vestra               | Húnaþing vestra               | Norðurland vestra | 1 183             | 3 022,83         | 5508     | Guðný Hrund Karlsdóttir (Ind.)   |
| Skagaströnd                   | Sveitarfélagið Skagaströnd    | Norðurland vestra | 460               | 52,6             | 5609     | Magnús B. Jónsson (Ind.)         |
| Húnabyggð                     | Húnabyggð                     | Norðurland vestra | 1 377             | 4 487,18         | 5613     | Pétur Arason (Ind.)              |
| Skagafjörður                  | Skagafjörður                  | Norðurland vestra | 4 204             | 5 542,46         | 5716     | Ásta Björg Pálmadóttir (Ind.)    |
| Akureyri                      | Akureyrarbær                  | Norðurland eystra | 18 921            | 135,55           | 6000     | Ásthildur Sturludóttir (Ind.)    |
| Norðurþing                    | Norðurþing                    | Norðurland eystra | 2 945             | 3 732,78         | 6100     | Kristján Þór Magnússon (Ind.)    |
| Fjallabyggð                   | Fjallabyggð                   | Norðurland eystra | 1 954             | 363,83           | 6250     | Gunnar Ingi Birgisson (Ind.)     |
| Dalvíkurbyggð                 | Dalvíkurbyggð                 | Norðurland eystra | 1 816             | 597,35           | 6400     | Bjarni Þ. Bjarnason (P)          |
| Eyjafjarðarsveit              | Eyjafjarðarsveit              | Norðurland eystra | 1 046             | 1 774,83         | 6513     | Karl Frímannsson (Ind.)          |
| Hörgársveit                   | Hörgársveit                   | Norðurland eystra | 619               | 893,97           | 6514     | Snorri Finnlaugsson (Ind.)       |
| Svalbarðsstrandarhreppur      | Svalbarðsstrandarhreppur      | Norðurland eystra | 432               | 54,39            | 6601     | Eiríkur H. Hauksson (Ind.)       |
| Grýtubakkahreppur             | Grýtubakkahreppur             | Norðurland eystra | 371               | 431,43           | 6602     | Þröstur Friðfinnsson (Ind.)      |
| Tjörneshreppur                | Tjörneshreppur                | Norðurland eystra | 53                | 198,86           | 6611     | Steinþór Heiðarsson (Ind.)       |
| Þingeyjarsveit                | Þingeyjarsveit                | Norðurland eystra | 1 231             | 12 019,59        | 6612     | Dagbjört Jónsdóttir (Ind.)       |
| Langanesbyggð                 | Langanesbyggð                 | Norðurland eystra | 588               | 2 483,16         | 6709     | Elías Pétursson (Ind.)           |
| Fjarðabyggð                   | Fjarðabyggð                   | Austurland        | 4 955             | 1 614,45         | 7300     | Páll Björgvin Guðmundsson (Ind.) |
| Múlaþing                      | Múlaþing                      | Austurland        | 4 853             | 10 669,19        | 7400     | Björn Ingimarsson (Ind.)         |
| Vopnafjarðarhreppur           | Vopnafjarðarhreppur           | Austurland        | 635               | 1 903,31         | 7502     | Ólafur Áki Ragnarsson (Ind.)     |
| Fljótsdalshreppur             | Fljótsdalshreppur             | Austurland        | 90                | 1 516,3          | 7505     | Gunnþórunn Ingólfsdóttir (Ind.)  |
| Hornafjörður                  | Sveitarfélagið Hornafjörður   | Suðurland         | 2 297             | 6 309,44         | 7708     | Björn Ingi Jónsson (D)           |
| Vestmannaeyar                 | Vestmannaeyjabær              | Suðurland         | 4 194             | 16,14            | 8000     | Elliði Vignisson (D)             |
| Árborg                        | Sveitarfélagið Árborg         | Suðurland         | 10 258            | 157,19           | 8200     | Ásta Stefánsdóttir (D)           |
| Mýrdalshreppur                | Mýrdalshreppur                | Suðurland         | 729               | 749,09           | 8508     | Ásgeir Magnússon (Ind.)          |
| Skaftárhreppur                | Skaftárhreppur                | Suðurland         | 560               | 6 944,26         | 8509     | Eygló Kristjánsdóttir (Ind.)     |
| Ásahreppur                    | Ásahreppur                    | Suðurland         | 222               | 2 942,32         | 8610     | Egill Sigurðsson (Ind.)          |
| Rangárþing eystra             | Rangárþing eystra             | Suðurland         | 1 828             | 1 839,93         | 8613     | Ísólfur Gylfi Pálmason (P)       |
| Rangárþing ytra               | Rangárþing ytra               | Suðurland         | 1 698             | 3 187,09         | 8614     | Ágúst Sigurðsson (D)             |
| Hrunamannahreppur             | Hrunamannahreppur             | Suðurland         | 781               | 1 375,07         | 8710     | Jón G. Valgeirsson (Ind.)        |
| Hveragerði                    | Hveragerðisbær                | Suðurland         | 2 723             | 9,03             | 8716     | Aldís Hafsteinsdóttir (D)        |
| Ölfus                         | Sveitarfélagið Ölfus          | Suðurland         | 2 277             | 736,32           | 8717     | Gunnsteinn R. Ómarsson (Ind.)    |
| Grímsnes- og Grafningshreppur | Grímsnes- og Grafningshreppur | Suðurland         | 569               | 899,44           | 8719     | Ingibjörg Harðardóttir (Ind.)    |
| Skeiða- og Gnúpverjahreppur   | Skeiða- og Gnúpverjahreppur   | Suðurland         | 533               | 2 231,74         | 8720     | Kristófer Tómasson (Ind.)        |
| Bláskógabyggð                 | Bláskógabyggð                 | Suðurland         | 1 124             | 3 300            | 8721     | Valtýr Valtýsson (Ind.)          |
| Flóahreppur                   | Flóahreppur                   | Suðurland         | 661               | 288,9            | 8722     | Eydís Þ. Indriðadóttir (Ind.)    |

## Historique
De 1953 à 2024, le nombre de municipalités en Islande est passé de 229 à 62.
- 1 août 2024 (réduit à 62)
  - Skagabyggð a fusionné avec Húnabyggð.
- 19 mai 2024 (réduit à 63)
  - Tálknafjarðarhreppur a fusionné avec Vesturbyggð.
- 14 mai 2022 (réduit à 64)
  - Skútustaðahreppur a fusionné avec Þingeyjarsveit.
  - Stykkishólmsbær et Helgafellssveit ont fusionné pour former Stykkishólmur.
  - Svalbarðshreppur a fusionné avec Langanesbyggð.
  - Akrahreppur a fusionné avec Skagafjörður.
  - Blönduósbær et Húnavatnshreppur ont fusionné pour former Húnabyggð.
- 17 fevrier 2020 (réduit à 69)
  - Borgarfjarðarhreppur, Djúpavogshreppur, Fljótsdalshérað et Seyðisfjarðarkaupstaður ont fusionné pour former Múlaþing.
- 24 janvier 2019 
  - Akureyrarkaupstaður devient Akureyrarbær.
- 7 janvier 2019
  - Sandgerði/Garður devient Suðurnesjabær.
- 26 mai 2018 (réduit à 72)
  - Breiðdalshreppur a fusionné avec Fjarðabyggð.
  - Sandgerði et Garður ont fusionné pour former Sandgerði/Garður.
- 13 août 2013
  - Seltjarnarneskaupstaður devient Seltjarnarnesbær.
- 1 janvier 2013 (réduit à 74)
  - Álftanes a fusionné avec Garðabær.
- 1 janvier 2012 (réduit à 75)
  - Bæjarhreppur a fusionné avec Húnaþing vestra.
- 11 juin 2010 (réduit à 76)
  - Arnarneshreppur et Hörgárbyggð ont fusionné pour former Hörgársveit.
- 11 juin 2009 (réduit à 77)
  - Grímseyjarhreppur a fusionné avec Akureyrarkaupstaður.
- 15 juillet 2008 (réduit à 78)
  - Aðaldælahreppur a fusionné avec Þingeyjarsveit.
- 12 septembre 2007
  - Höfðahreppur devient Skagaströnd.
- 8 avril 2006 (réduit à 79)
  - Þórshafnarhreppur et Skeggjastaðahreppur ont fusionné pour former Langanesbyggð.
- 11 mars 2006 (réduit à 80)
  - Áshreppur a fusionné avec Húnavatnshreppur.
  - Hólmavíkurhreppur et Broddaneshreppur ont fusionné pour former Strandabyggð.
- 20 fevrier 2006 (réduit à 82)
  - Saurbæjarhreppur a fusionné avec Dalabyggð.
- 11 fevrier 2006 (réduit à 83)
  - Gaulverjabæjarhreppur, Hraungerðishreppur et Villingaholtshreppur ont fusionné pour former Flóahreppur.
- 28 janvier 2006 (réduit à 85)
  - Ólafsfjarðarbær et Siglufjarðarkaupstaður ont fusionné pour former Fjallabyggð.
- 21 janvier 2006 (réduit à 86)
  - Húsavíkurbær, Kelduneshreppur, Öxarfjarðarhreppur et Raufarhafnarhreppur ont fusionné pour former Norðurþing.
- 10 janvier 2006
  - Vatnsleysustrandarhreppur devient Vogar.
- 8 octobre 2005 (réduit à 89)
  - Mjóafjarðarhreppur, Fáskrúðsfjarðarhreppur et Austurbyggð ont fusionné avec Fjarðabyggð.
- 23 avril 2005 (réduit à 92)
  - Borgarfjarðarsveit, Hvítársíðuhreppur et Kolbeinsstaðahreppur ont fusionné avec Borgarbyggð.
- 20 novembre 2004 (réduit à 95)
  - Bólstaðarhlíðarhreppur, Sveinsstaðarhreppur, Svínavatnshreppur et Torfalækjarhreppur ont fusionné pour former Húnavatnshreppur.
  - Hvalfjarðarstrandarhreppur, Innri-Akraneshreppur, Leirár- og Melahreppur, et Skilmannahreppur ont fusionné pour former Hvalfjarðarsveit.
- 1 novembre 2004 (réduit à 101)
  - Austur-Hérað, Fellahreppur et Norður-Hérað ont fusionné pour former Fljótsdalshérað.
- 1 août 2004 (réduit à 103)
  - Hríseyjarhreppur a fusionné avec Akureyrarkaupstaður.
- 17 juin 2004
  - Bessastaðahreppur devient Álftanes.
- 28 janvier 2004
  - Gerðahreppur devient Garður.
- 10 mai 2003 (réduit à 104)
  - Stöðvarhreppur et Búðahreppur ont fusionné pour former Austurbyggð.
- 9 juin 2002 (réduit à 105)
  - Kirkjubólshreppur a fusionné avec Hólmavíkurhreppur.
- 16 mars 2002 (réduit à 106)
  - Holta- og Landsveit, Djúpárhreppur et Rangárvallahreppur ont fusionné pour former Rangárþing ytra.
- 12 mars 2002 (réduit à 108)
  - Húsavíkurkaupstaður et Reykjahreppur ont fusionné pour former Húsavíkurbær.
- 11 fevrier 2002 (réduit à 109)
  - Þingvallahreppur, Laugardalshreppur et Biskupstungnahreppur ont fusionné pour former Bláskógabyggð.
- 21 janvier 2002 (réduit à 111)
  - Gnúpverjahreppur et Skeiðahreppur ont fusionné pour former Skeiða- og Gnúpverjahreppur.
- 31 decembre 2001 (réduit à 112)
  - Vindhælishreppur a fusionné avec Skagabyggð.
- 20 novembre 2001 (réduit à 113)
  - Austur-Eyjafjallahreppur, Vestur-Eyjafjallahreppur, Austur-Landeyjahreppur, Vestur-Landeyjahreppur, Fljótshlíðarhreppur et Hvolhreppur ont fusionné pour former Rangárþing eystra.
- 15 novembre 2001 (réduit à 118)
  - Hálshreppur, Ljósavatnshreppur, Bárðdælahreppur et Reykdælahreppur ont fusionné pour former Þingeyjarsveit.
- 26 avril 2001 (réduit à 121)
  - Engihlíðarhreppur a fusionné avec Blönduósbær.
- 1 janvier 2001 (réduit à 122)
  - Skriðuhreppur, Öxnadalshreppur et Glæsibæjarhreppur ont fusionné pour former Hörgárbyggð.